# Liophis ceii
Liophis ceii là một loài rắn trong họ Rắn nước. Loài này được Dixon mô tả khoa học đầu tiên năm 1991.